# Антабусный эффект
Антабусный эффект — острая интоксикация организма при приёме некоторых лекарственных средств в сочетании с алкоголем, обусловленная ингибированием альдегиддегидрогеназы и накоплением ацетальдегида. Кроме прямого эффекта, ацетальдегид увеличивает высвобождение гистамина, что усиливает токсическое действие.
Признаки: головная боль, тошнота и рвота, учащенное сердцебиение, повышение артериального давления, дрожь, удушье, страх смерти, покраснение кожных покровов лица и верхней половины туловища; в ряде случаев возможен смертельный исход.
Ингибирование альдегиддегидрогеназы является побочным эффектом следующих групп препаратов:
- антибиотики группы цефалоспоринов (цефепим, цефаклор, цефтриаксон, цефотаксим (клафоран) и др.);
- препараты левомицетина (хлорамфеникол и др.);
- производные нитромидазола (метронидазол и др.);
- сульфаниламиды и триметоприм;
- производные нитрофурана (фуразолидон, фурадонин, фурагин и др.);
- акрихин

и другие.
Эффект свойственен также некоторым видам грибов, содержащим коприн.
В наркологии эффект известен под названием дисульфирам-этаноловой реакции и используется при лечении алкоголизма, см. дисульфирам.

## У больных сахарным диабетом
Многие больные диабетом, принимающие сульфаниламидные препараты, особенно лица пожилого возраста, склонны к накоплению молочной кислоты в организме. Алкоголь заметно усиливает данный процесс, активность которого возрастает у тех, кто лечится бигуанидами (адебит, глибутид, диформин и аналоги). Поэтому, если такие пациенты неравнодушны к спиртному, у них часто развиваются гиперлактацидемические прекоматозные и коматозные состояния. При диабете окисление алкоголя до конечных продуктов резко замедлено, и значительная часть его переходит в ацетальдегид.